# Gănești, Iași
Gănești este un sat în comuna Ion Neculce din județul Iași, Moldova, România.